# Mexico International 1971
Die Mexico International 1971 im Badminton fanden Ende November 1971 in Mexiko-Stadt statt.

## Sieger und Platzierte
| Disziplin    | Gold                               | Silber                            | Bronze                            |
| ------------ | ---------------------------------- | --------------------------------- | --------------------------------- |
| Herreneinzel | Roy Díaz González                  | Victor Jaramillo                  | Esteban Reyes                     |
| Herreneinzel | Roy Díaz González                  | Victor Jaramillo                  | Wayne Macdonnell                  |
| Dameneinzel  | Vicki Toutz                        | Judianne Kelly                    | Lucero Peniche                    |
| Dameneinzel  | Vicki Toutz                        | Judianne Kelly                    | Traci White                       |
| Herrendoppel | Roy Díaz González Victor Jaramillo | Jorge Palazuelos Francisco Sañudo | Mike Adams Mike Walker            |
| Herrendoppel | Roy Díaz González Victor Jaramillo | Jorge Palazuelos Francisco Sañudo | Wayne Macdonnell Cam Dalgleish    |
| Damendoppel  | Carlene Starkey Judianne Kelly     | Traci White Madalene Steinbroner  | M. Hernandez Meliza Castelazo     |
| Damendoppel  | Carlene Starkey Judianne Kelly     | Traci White Madalene Steinbroner  | Lucero Peniche Josefina de Tinoco |
| Mixed        | Francisco Sañudo Carlene Starkey   | Mike Walker Carlene Starkey       | Victor Jaramillo Traci White      |
| Mixed        | Francisco Sañudo Carlene Starkey   | Mike Walker Carlene Starkey       | Oscar Lujan Josefina de Tinoco    |

## Finalresultate
| Disziplin    | Sieger                             | Finalist                          | Ergebnis           |
| ------------ | ---------------------------------- | --------------------------------- | ------------------ |
| Herreneinzel | Roy Díaz González                  | Victor Jaramillo                  | 15–1, 15–0         |
| Dameneinzel  | Vicki Toutz                        | Judianne Kelly                    | 9–12, 11–4, 11–0   |
| Herrendoppel | Roy Díaz González Victor Jaramillo | Jorge Palazuelos Francisco Sañudo | 15–10, 15–2        |
| Damendoppel  | Carlene Starkey Judianne Kelly     | Traci White Madalene Steinbroner  | 15–6, 15–9         |
| Mixed        | Francisco Sañudo Carlene Starkey   | Mike Walker Carlene Starkey       | 15–8, 14–17, 15–12 |